# Craig Mello

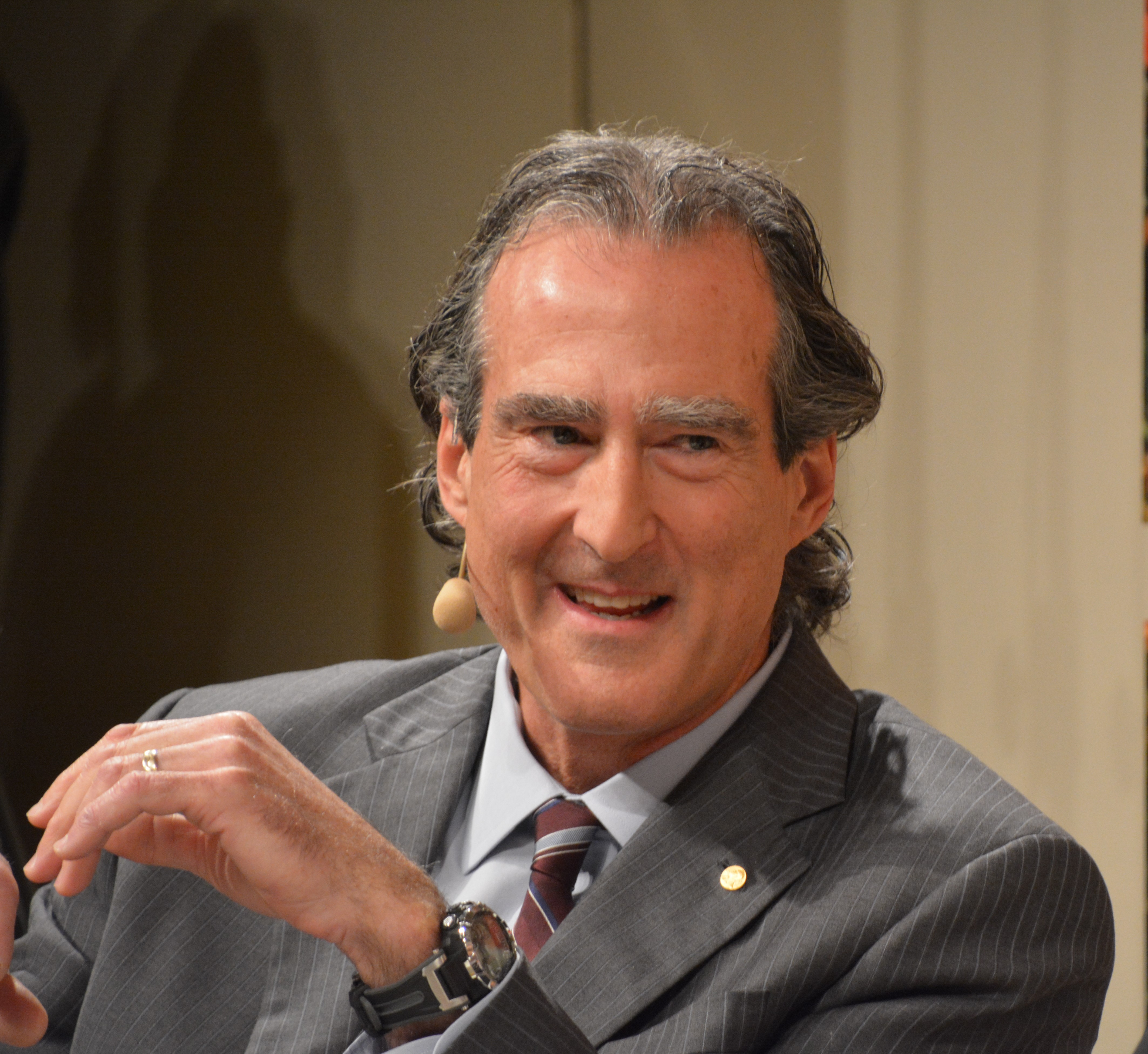
Craig Mello (2014)

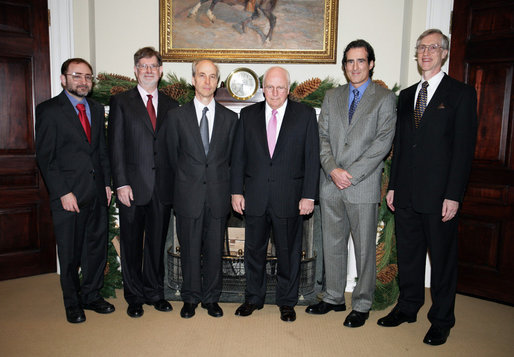
US-Vizepräsident Dick Cheney trifft einige Nobelpreisträger des Jahres 2006. Craig Mello ist der zweite von rechts.

Craig Cameron Mello (* 18. Oktober 1960 in New Haven, Connecticut) ist ein US-amerikanischer Biochemiker und Nobelpreisträger für Physiologie oder Medizin.

## Leben
Mello erwarb seinen Bachelor of Science 1982 in Biochemie an der Brown University und seinen Doktortitel in Zell- und Entwicklungsbiologie 1990 an der Harvard University. Anschließend war er als Post-Doktorand am Fred Hutchinson Cancer Research Center tätig, bevor er 1994 als Professor für Molekularmedizin an die Medizinische Fakultät der University of Massachusetts in Worcester wechselte. Darüber hinaus hat er die Position eines Investigator am Howard Hughes Medical Institute.
1998 entdeckte er gemeinsam mit Andrew Z. Fire die RNA-Interferenz, um Gene in eukaryotischen Zellen aus- oder anzuschalten. Es ist eine wichtige Methode in der biomedizinischen Forschung zur Untersuchung der Funktion einzelner Gene. Darüber hinaus gab es bereits Versuche zur Anwendung der RNA-Interferenz für therapeutische Zwecke.

## Auszeichnungen
- 2003: National Academy of Sciences Award in Molecular Biology
- 2003: Wiley Prize in Biomedical Sciences
- 2004: Warren Triennial Prize des Massachusetts General Hospital, zusammen mit Andrew Fire
- 2005: Gairdner Foundation International Award, zusammen mit Andrew Fire
- 2005: Dr. Lewis S. Rosenstiel Award for Distinguished Work in Basic Medical Science
- 2005: Massry-Preis, zusammen mit Andrew Z. Fire
- 2005: Mitglied der US-amerikanischen National Academy of Sciences
- 2006: Dr. Paul Janssen Award for Biomedical Research für die Entdeckung der RNA-Interferenz und deren biologischen Funktionen
- 2006: Paul-Ehrlich-und-Ludwig-Darmstaedter-Preis, zusammen mit Andrew Fire
- 2006: Nobelpreis für Physiologie oder Medizin, zusammen mit Andrew Fire
- 2008: Mitglied der American Academy of Arts and Sciences
- 2009: Mitglied der American Philosophical Society